# Kalverbos (Delft)
Het Kalverbos is een voormalige begraafplaats en een bestaand parkje in Delft, in de Nederlandse provincie Zuid-Holland. Het gebied is een stedelijk stuk groen, een hectare groot, liggende tussen de Wateringsevest, de Nieuwe Plantage en de Watertorengracht. Het Kalverbos is het gehele jaar door vrij toegankelijk voor bezoekers.
De begraafplaats, aangelegd in 1828, is in 1874 verplaatst naar de Jaffalaan. Er zijn vier graven overgebleven in het Kalverbos, waaronder dat van Karl Wilhelm Naundorff. Zijn graf is met Franse lelies versierd.
In 1894 is het Kalverbos omgevormd tot een gemeentelijk groengebied. Het ontwerp is afkomstig van Hugo Poortman en is aangelegd in een romantische landschapsstijl.
In 1895 werd begonnen met de bouw van een watertoren. Tot 1996 is deze als zodanig in gebruik. In 2021 is het in gebruik als een evenementenlocatie.
In 1923 kwam hier het voorlopig eindpunt van de nieuwe elektrische tramlijn I-1, want die mocht niet door de binnenstad, in tegenstelling tot de stoomtram, en daarvoor de paardentram, die er al in 1866 kwam. In 1929 was de route om de stad klaar en ging de tram doorrijden naar de Rotterdammer poort. De huidige parkeerplaats is in feite de oude trambaan, die tot 1931 in gebruik was. Toen kwam de huidige route over de toen nieuwe Reineveldbrug in gebruik. Op de plaats van de brughelling was van 1887 tot 1907 de stoomtram remise.
In 1930 is het gebied afgesneden van het park aan de Nieuwe Plantage door aanleg van de Vrijenbanselaan.
In 1970 werd er een beeldobject getiteld het oog van Van Leeuwenhoek geplaatst. Het monument was ontworpen door Dick Elffers en Bert de Laaf vanwege het honderdjarige bestaan van de gistfabriek. In 1999 werd het monument onherstelbaar beschadigd door vandalen waarna in 2002 het enige overgebleven deel in de Botanische Tuin TU Delft geplaatst werd.
De oorsprong van de naam Kalverbos gaat mogelijk terug naar een incident tijdens het begin van de Tachtigjarige Oorlog. In die tijd was Delft bezorgd dat de troepen van Alva de stad zouden belegeren, en daarom werden de wallen en poorten strenger bewaakt. Op een nacht merkte een wachter beweging op in het struikgewas buiten de Haagpoort. Hij dacht dat het een spion was en schoot. Pas de volgende ochtend ontdekte men dat hij per ongeluk een kalf had gedood. Als gevolg van dit incident kregen de inwoners van Delft de bijnaam 'kalverschieters'.

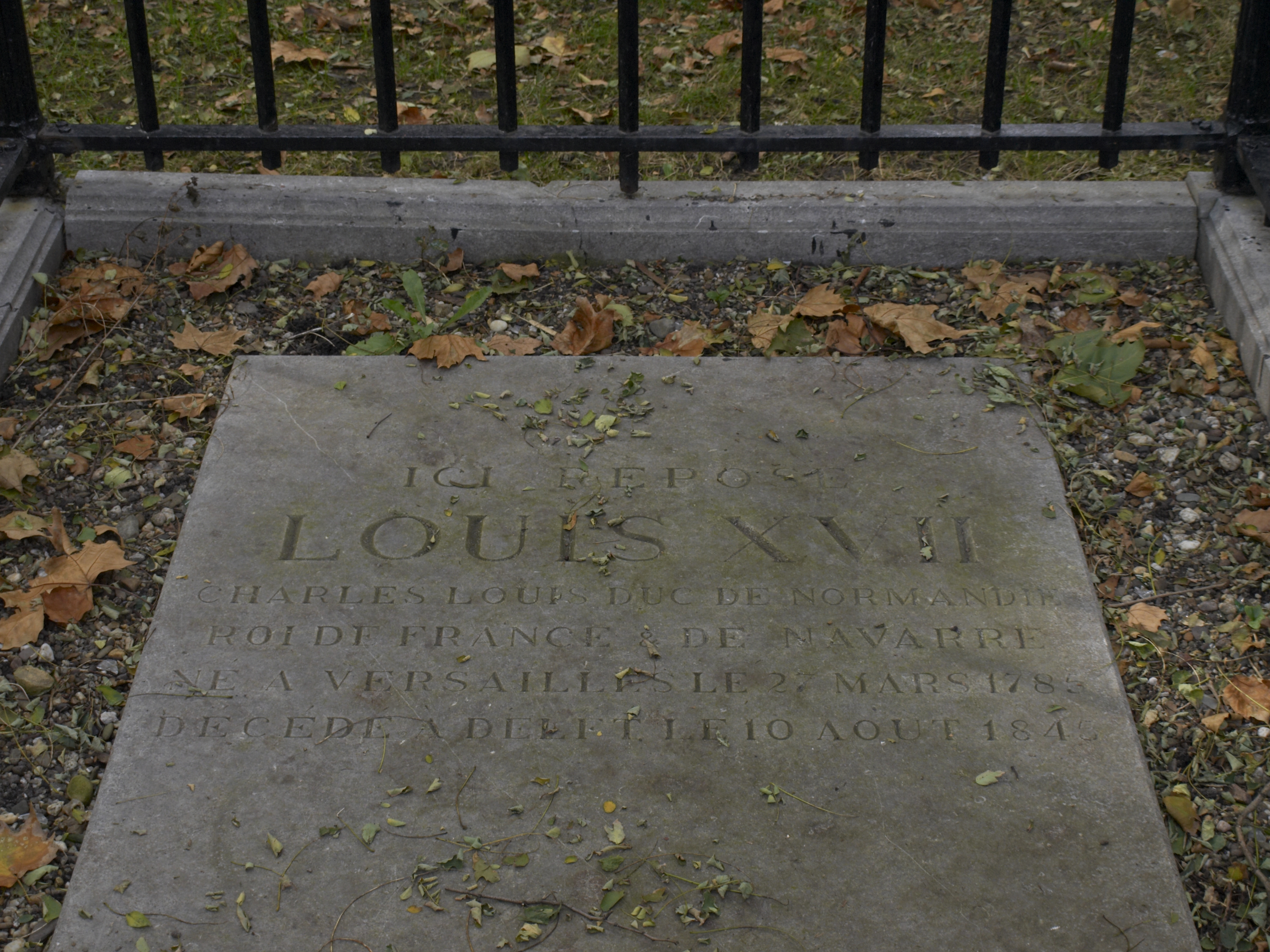
Graf van Naundorff
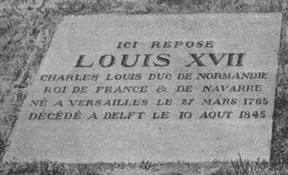
Grafdetail
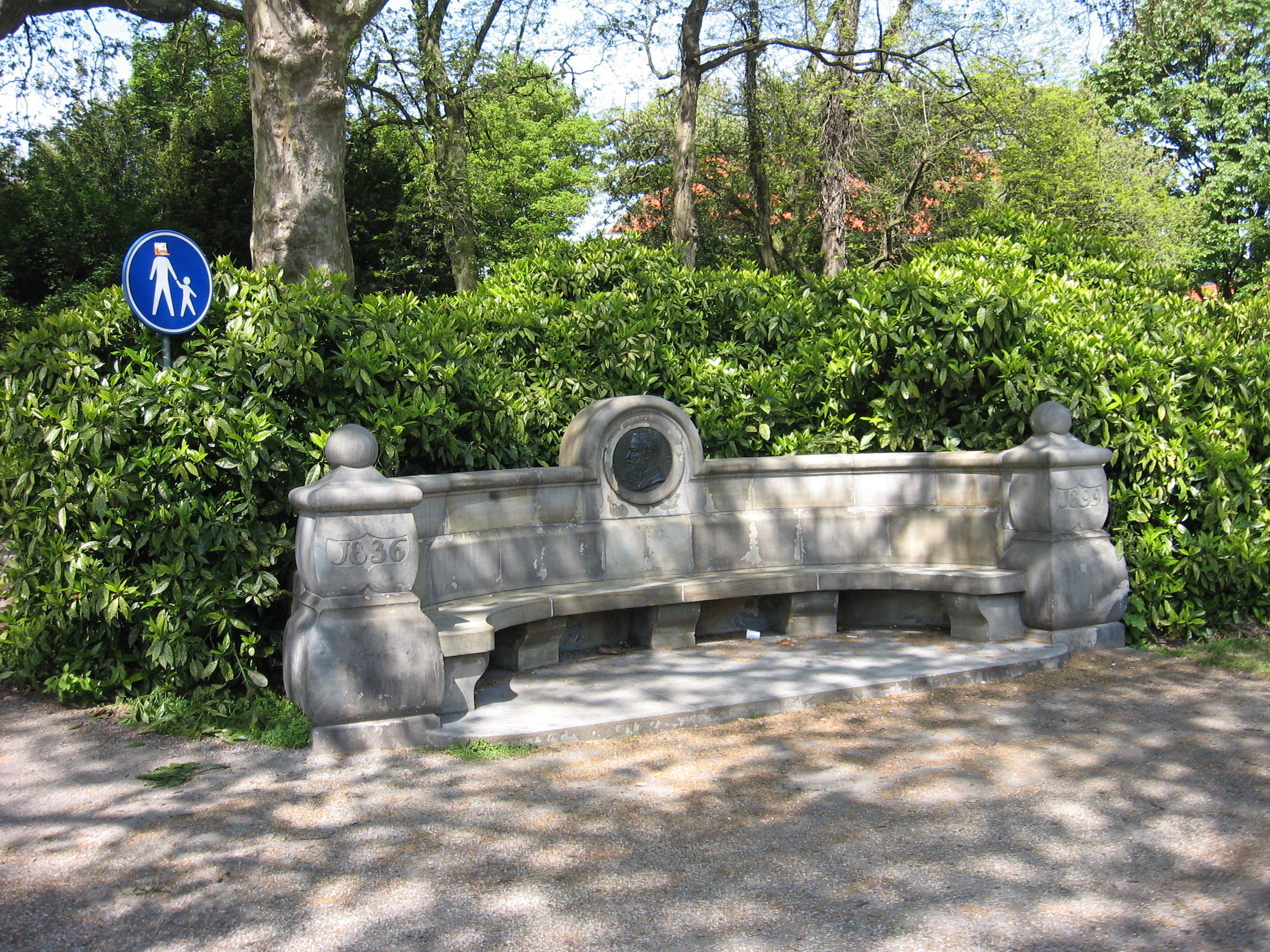
Zitbank ter ere van hoogleraar Adrien Huet
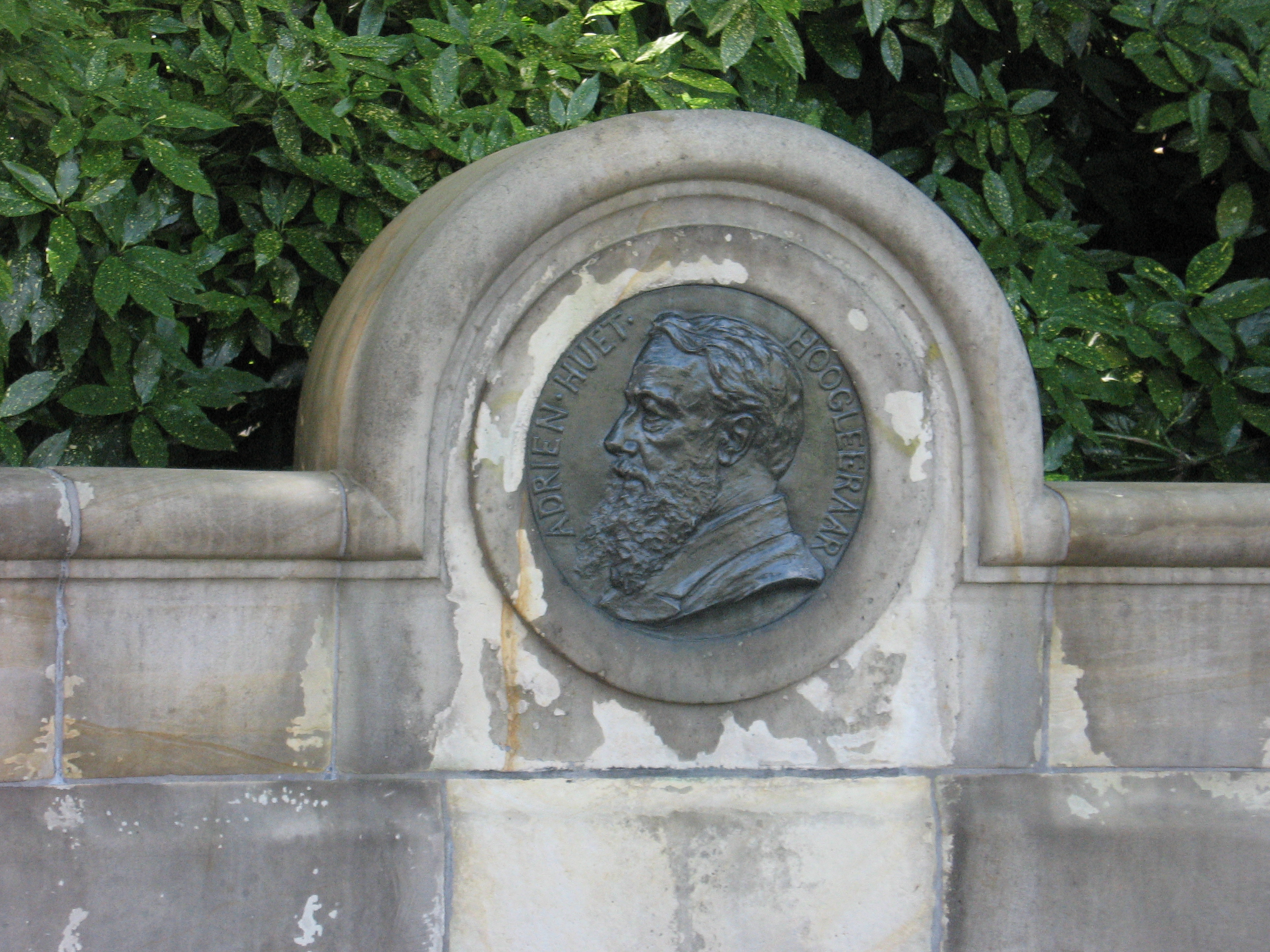
Zitbankdetail
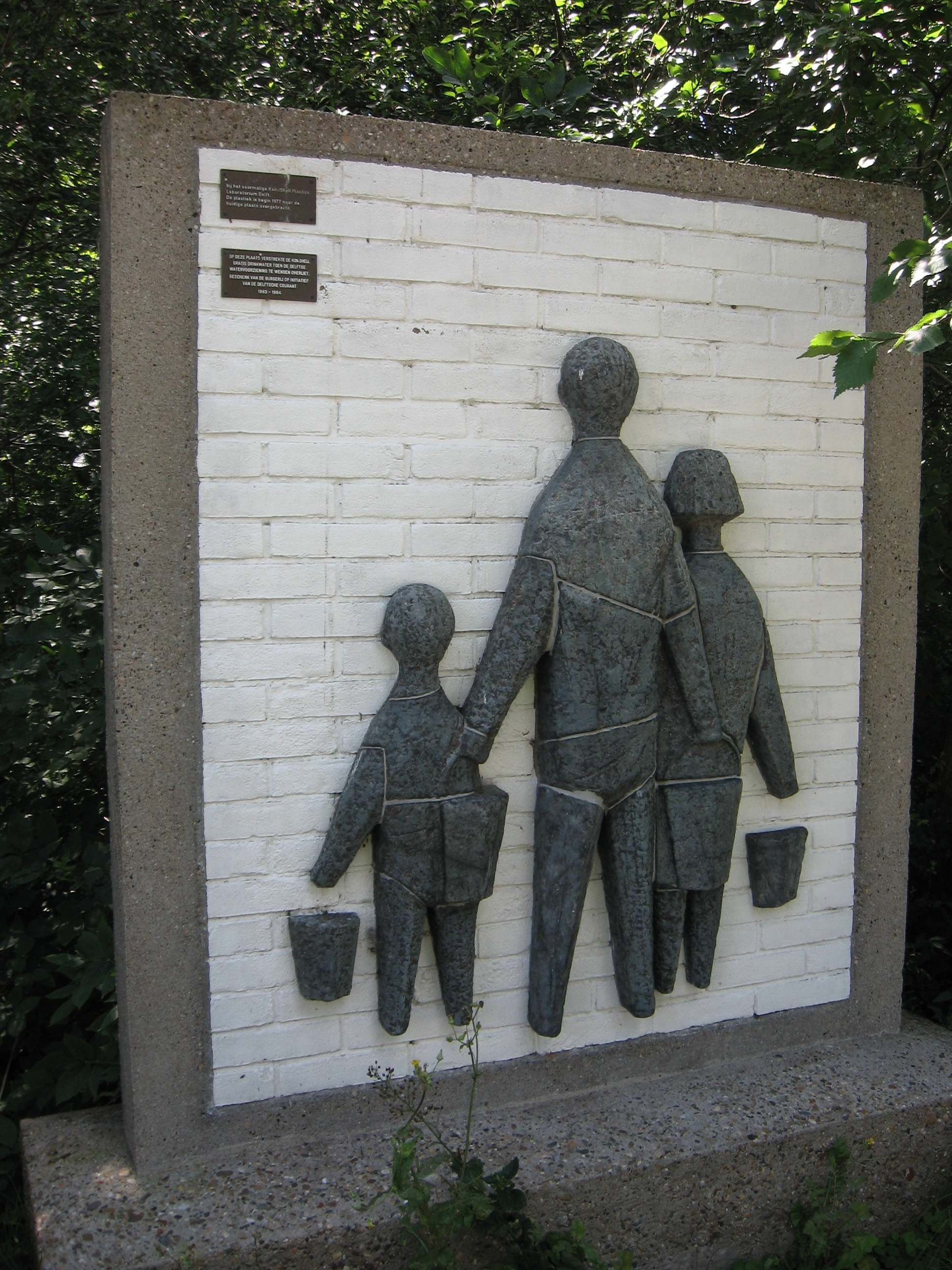
Gedenkmuur
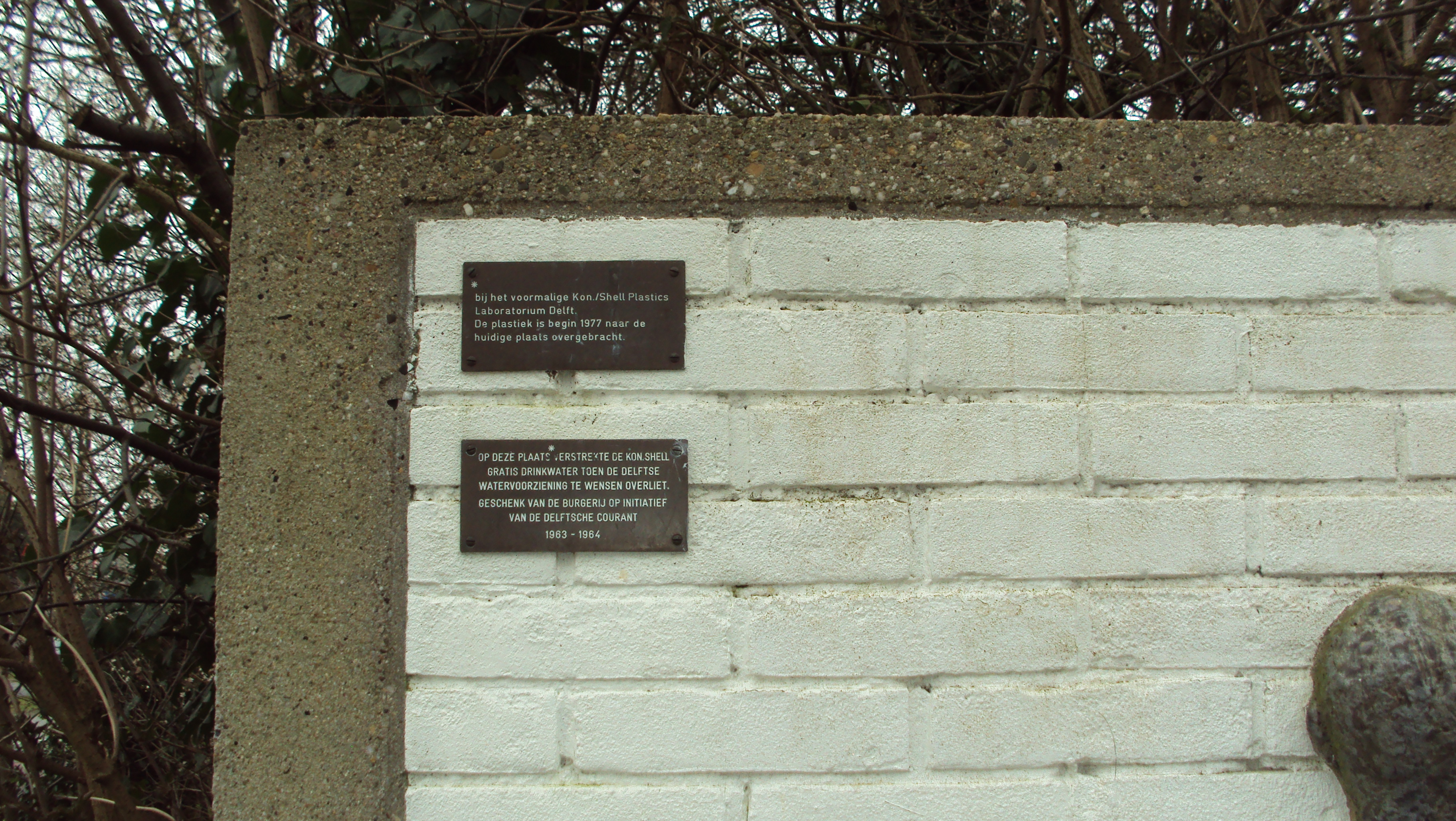
Gedenkmuur detail
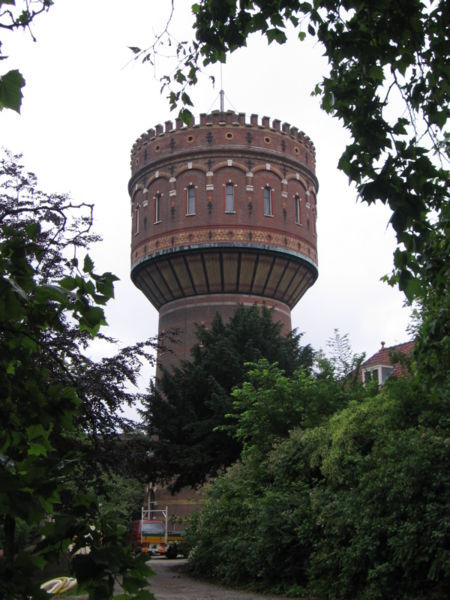
Watertoren